# Maison du marchand Milorad Vasić à Niš
La maison du marchand Milorad Vasić à Niš (en serbe cyrillique : Кућа трговца Милорада Васића у Нишу ; en serbe latin : Kuća trgovca Milorada Vasića u Nišu) se trouve à Niš, dans la municipalité de Medijana et dans le district de Nišava, en Serbie. Il est inscrit sur la liste des monuments culturels protégés de la république de Serbie (identifiant no SK 469),,.
La maison est également connue sous le nom de « bâtiment de la maison d'édition Gradina ».

## Présentation
La maison, située 38 rue Obrenovićeva, a été construite en 1927 selon un projet de l'architecte d'origine russe Julijan Djupon (1871-1935). En exil à Niš à la suite de la révolution d'Octobre, Djupon a construit de nombreux bâtiments dans la ville et dans la région ; son œuvre la plus connue est le mémorial du mont Čegar (monument culturel d'importance exceptionnelle), inauguré en 1927, ; il a également dessiné le bâtiment de la maison des professeurs (monument culturel protégé), construit en 1933,.
Le bâtiment est constitué d'un rez-de-chaussée à usage commercial et de deux étages. Il a été construit dans l'esprit de l'architecture éclectique, avec une influence de l'académisme. La façade sur rue est ornée de pilastres et de balustres de style néoclassique. La porte d'entrée est dotée d'un portail ouvragé ; à chacun des étages se trouve un balcon ; le toit est mansardé et rythmé par deux chien-assis.
Le bâtiment fait partie du secteur de la rue Obrenovićeva, inscrit sur la liste des entités spatiales historico-culturelles protégées de la république de Serbie (identifiant no PKIC 31),.